# أمريتا باسو
أمريتا باسو (بالإنجليزية: Amrita Basu)‏ هي أكاديمية أمريكية، ولدت في 1953.